# Кампурје
Кампурје (фр. Campouriez) насеље је и општина у јужној Француској у региону Миди Пирене, у департману Аверон која припада префектури Родез.
По подацима из 2011. године у општини је живело 375 становника, а густина насељености је износила 20,4 становника/km². Општина се простире на површини од 18,38 km². Налази се на средњој надморској висини од 510 метара (максималној 713 m, а минималној 226 m).

## Демографија
| 1962. | 1968. | 1975. | 1982. | 1990. | 1999. | 2011. |
| ----- | ----- | ----- | ----- | ----- | ----- | ----- |
| 490   | 540   | 512   | 500   | 422   | 393   | 375   |

График промене броја становника у току последњих година